# Musée Tchekhov de Soumy

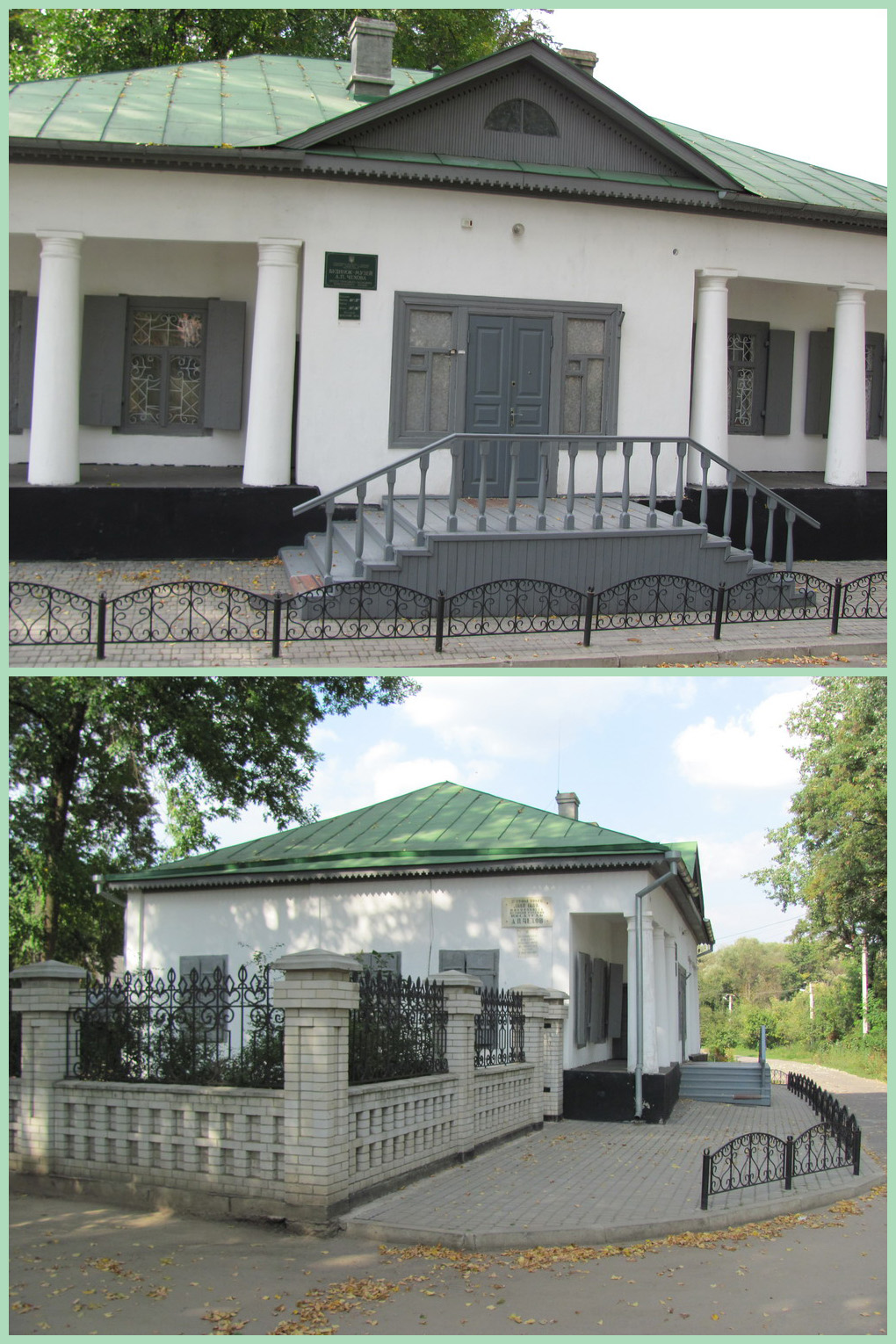
Vue du musée en septembre 2011.

La maison-musée de Tchékhov est un musée littéraire consacré à l'écrivain et dramaturge russe Anton Tchekhov. Il se trouve à Louka, village dépendant de la ville de Soumy (aujourd'hui au nord-est de l'Ukraine ; à l'époque dans le gouvernement de Kharkov) dans une ancienne petite datcha d'architecture néoclassique à colonnes ioniques que l'écrivain a loué en 1888 et 1889, pour un long séjour, puis pour des vacances. Le musée a été inauguré le 29 janvier 1960, année du centenaire de la naissance de Tchekhov.

## Historique

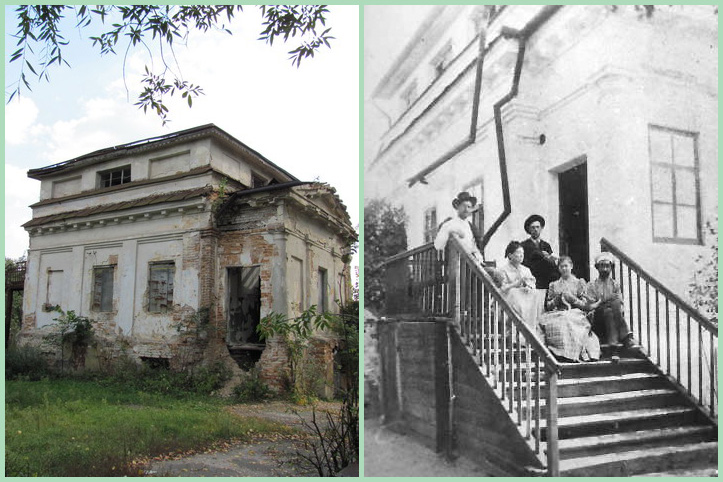
Maison de maîtres de Louka où la famille de l'écrivain s'installe en 1890 quand il entreprit son voyage à Sakhaline.

La petite datcha qui abrite le musée était une dépendance du domaine des Lintvariov, famille amie des enfants Tchekhov. Tchekhov y passa avec sa famille une grande partie de l'année 1888 et l'année 1889 (endeuillée par la mort de son frère Nikolaï qui est enterré au domaine) et de courts séjours ensuite. Il y vint pour la première fois avec sa mère et sa sœur Macha, le 6 mai 1888 et y vint pour la dernière fois en août 1894. Il soignait les malades des environs - comme Mikhaïl Astrov dans Oncle Vania - et découvrait la région. Il écrivit aux Lintvariov : « Abbazia et la mer Adriatique sont splendides, mais Louka et Psel sont bien mieux. » Tchekhov aimait à y inviter entre autres l'éditeur Souvorine, les écrivains Casimir Barantsevitch et Ignati Potapenko (1856-1929), ainsi que le poète Alexeï Plechtcheïev (1825-1893). Il y avait quatre pièces principales: le salon, la salle à manger, la chambre d'amis et sa propre chambre qui servait aussi de cabinet de travail. Il s'est servi de ses impressions campagnardes du domaine dans quelques œuvres, comme dans Jour de fête (Именины), Une banale histoire (Скучная история), Le Sauvage (Леший) et La Mouette (Чайка).
Au début de la Grande Guerre patriotique, c'est dans cette maison que s'installa l'état-major de la 293e division de tirailleurs formée à Soumy le 29 juin 1941.
La maison de maîtres (maison domaniale des Lintvariov, dite aile Est) datant du XVIIIe siècle et remaniée au XIXe siècle qui inspira Tchekhov pour la rédaction de ses pièces Le Sauvage et Oncle Vania et où l'écrivain installa sa famille en 1890 alors qu'il faisait son voyage à Sakhaline tombe malheureusement aujourd'hui en ruines.

## Adresse et horaires
- Samedi, dimanche, lundi, mardi et mercredi : de 10 heures à 17 heures
- Jeudi : de 10 heures à 16 heures
- Vendredi : fermeture
- Adresse : musée Tchekhov, 79 rue Tchekhov, Soumy, Ukraine
- Téléphone : 38 (0542) 25-11-96